# Vänge-Gustafsbergs porslinsfabrik
Vänge-Gustafsbergs porslinsfabrik var en svensk ler- och stenkärslfabrik i drift 1755-1820, kallad "Vänge Stenkärilsfabrique", "Quarnbergs Porcellainsfabrik", "Gustafsbergs porslinsfabrik", och från 1820 för att skilja den från Gustafsberg på Värmdön "Vänge-Gustafsbergs porslinsfabrik.
Fabriken grundades 1755 vid hemmanet Kvarnberg i Vänge socken av Mantalskommissarie Anders Berggren. Privilegiet från 1760 gällde "Porcellainswärk til förfärdigande af oäcta porcellainer (fajans) och andra från krukmakaretillverkningen skiljaktiga, fina stenkäril (lergods)". 1771 begärde mantalskommissarien Anders Berggren understöd hos Kommerskollegium för sin produktion. Hans begäran avslogs, då man ansåg att hans produktion snarast var att jämställas med krukmakargods och lerkärlstillverkning, som kommerskollegium inte befattade sig med. Man vet mycket lite om fabrikens produktion vid den här tiden. 1776 tvingades Berggren sälja fabriken till överjägmästaren Olof Fredrik Rudbeck.
Fabrikens mer kända period inleds 1785, då Henrik Sten, som tidigare arbetat vid Marieberg blev teknisk ledare. Under Henrik Stens tid tillverkas främst fajans och flintgods, och fabriken fick en god lönsamhet. Med sig från Marieberg tog han bland annat fajansmålarna Carl Eric Löfström och dennes son Carl Petter och andra arbetare. Olof Fredrik Rudbeck tog 1790 in Johan Fredric von Zeipel som kompanjon men denne lämnade dock redan 1792 för att i stället ta över Sölvesborgs fajansfabrik.
Majoren Olof Petter Rothenburg Rudbeck som redan 1784 gått in som delägare med sin far inköpte 1795 Bredsjö säteri i Järlåsa socken, och flyttade 1797 fabriken dit. 1797 dog dock Henrik Sten och 1799 majoren Rudbeck, och driften avstannade tillfälligt.
Den återupptogs dock 1817, då Thomas Bennet köpte Bredsjö. Han sålde dock fabriken redan 1819 till friherre Göran Ulrik Silfverhjelm, som hade för avsikt att fortsätta tillverkningen, men dog redan samma år. Silverhjelm hade inkallad Fredrik Rohde från Tyskland för att assistera i porslinstillverkningen. Han anlände dock först sedan hans arbetsgivare avlidit. Rohde övertog dock fabriksinventariera från Bredsjö och anlade en "stenporslinsfabrik" på Nordanå ägor i Järlåsa socken, som han kallade Fredriksdal.
1824 nämnder Uppsala läns hushållningssällsskap de "inlemnade wackra prover" från hans produktion de erhållit. Rohde fick dock ganska snart svårt att klara ekonomin, och 1825 flyttade han med hela den utrustning han då hade i Fredriksdal till Gustafsberg på Värmdö, där han blev den förste verkmästaren.